# Idrottsklubben Oddevold
L'Idrottsklubben Oddevold, meglio noto come IK Oddevold, è una società calcistica svedese con sede nella città di Uddevalla, 150 km a nord di Göteborg. I colori sociali sono blu e bianco. Milita in Superettan, la seconda divisione del campionato svedese, a seguito della promozione ottenuta al termine della Ettan 2023.
Fondato il 3 luglio 1932, ha disputato nel 1996 la sua unica stagione in Allsvenskan, la massima divisione svedese.

## Palmarès

### Competizioni nazionali
- Division 1: 2

1995, 2023
- Division 2: 2

2008, 2010

### Altri piazzamenti
- Division 1:

Finalista play-off: 2015